# Fratria
Fratria – część plemienia powstała prawdopodobnie z podziału z jednego rodu na kilka rodów. Termin wprowadzony przez L.H. Morgana na oznaczenie związku rodów składających się na plemię. Utożsamiana bywa z moiety.

## Funkcje
Pełni ona często funkcje polityczne i religijne. Uważana jest za grupę krewniaczą, gdyż jej członkowie wywodzą swe pochodzenie od jednego przodka. Niekiedy fratrie są egzogamiczne. 